# Ast (Feldkirchen-Westerham)
Ast ist ein Ortsteil der Gemeinde Feldkirchen-Westerham. Das Dorf liegt auf einer Höhe von 550 m ü. NN nördlich des Ortsteils Feldolling und hat 64 Einwohner (Stand 31. Dezember 2004). 1752 bestand der Ort lediglich aus 2 Anwesen. Durch Ast fließt der Klingerbach, südlich des Ortsteils mündet er in den Feldkirchener Bach, welcher in die Mangfall fließt.
Koordinaten: 47° 54′ N, 11° 52′ O